# 安德雷科瓦湖
安德雷科瓦湖（白俄羅斯語：Андрыкова）是白俄羅斯的湖泊，位於烏沙奇以東28公里，由維捷布斯克州負責管轄，長0.18公里、寬0.1公里，面積0.013平方公里，湖岸線長度約0.48公里，最大水深4.4米。